# Роттендорф
Роттендорф (нім. Rottendorf) — громада в Німеччині, розташована в землі Баварія. Підпорядковується адміністративному округу Нижня Франконія. Входить до складу району Вюрцбург.
Площа — 14,83 км2. Населення становить 5311 ос. (станом на 31 грудня 2020).